# Ponometia mediatrix
Ponometia mediatrix là một loài bướm đêm trong họ Noctuidae.